# 루퍼트 존스
소장 루퍼트 티모시 헐버트 존스(1969년 4월 29일 생)는 영국 육군 장교로 연합합동태스크포스 - 내재된 결단 작전의 전략 및 지원 담당 부사령관이다.

## 어린 시절
존스는 H. 존스의 막내아들로 태어난 독일 출생의 인물이다. 그의 아버지는 포클랜드 전쟁의 구스그린 전투에서 강하여단 제2대대를 지휘해 빅토리아 훈장을 받았다. 그는 서섹스 주 시포드에 위치한 성 피터 학교에 참여했고, 이후 셰본 학교를 다녔닫. 그는 이후 리딩 대학교에서 역사를 공부했다.

## 군 경력
존스는 1987년 우등생으로 영국 육군을 졸업했고 그의 아버지가 근무했던 데본셔 도르세 여단에 배정받았다. 그는 독일, 북아일랜드, 보스니아 헤르체고비나에서 복무했고 대영 제국 훈장의 일원으로 지명되었다. 중대 지휘 이후 그는 2005년 제12기갑보병여단의 참모총장으로 일했고 이라크 전쟁에서 복무했다. 2008년부터 2010년까지는 소총부대의 제4대대를 이끌며 아프가니스탄에서 복무했다.
존스는 2011년 7월 영국의 중령으로 진급했다. 그는 다음 해 영국 사령부 및 참모 과정을 수료했고 제1기갑보병여단의 여단장이 되었다. 그는 2013년 4월부터 10월까지 아프가니스탄의 영국군을 지휘했다. 아프가니스탄에서 그는 여단장으로 진급했다. 2014년 3월, 그는 대영 제국 훈장 사령관으로 임명되었다. 2014년에서 2016년까지 그는 육군 본부에서 합동참모총장 및 참모부 작전 고문관으로 복무했다.

### 내재된 결단 작전

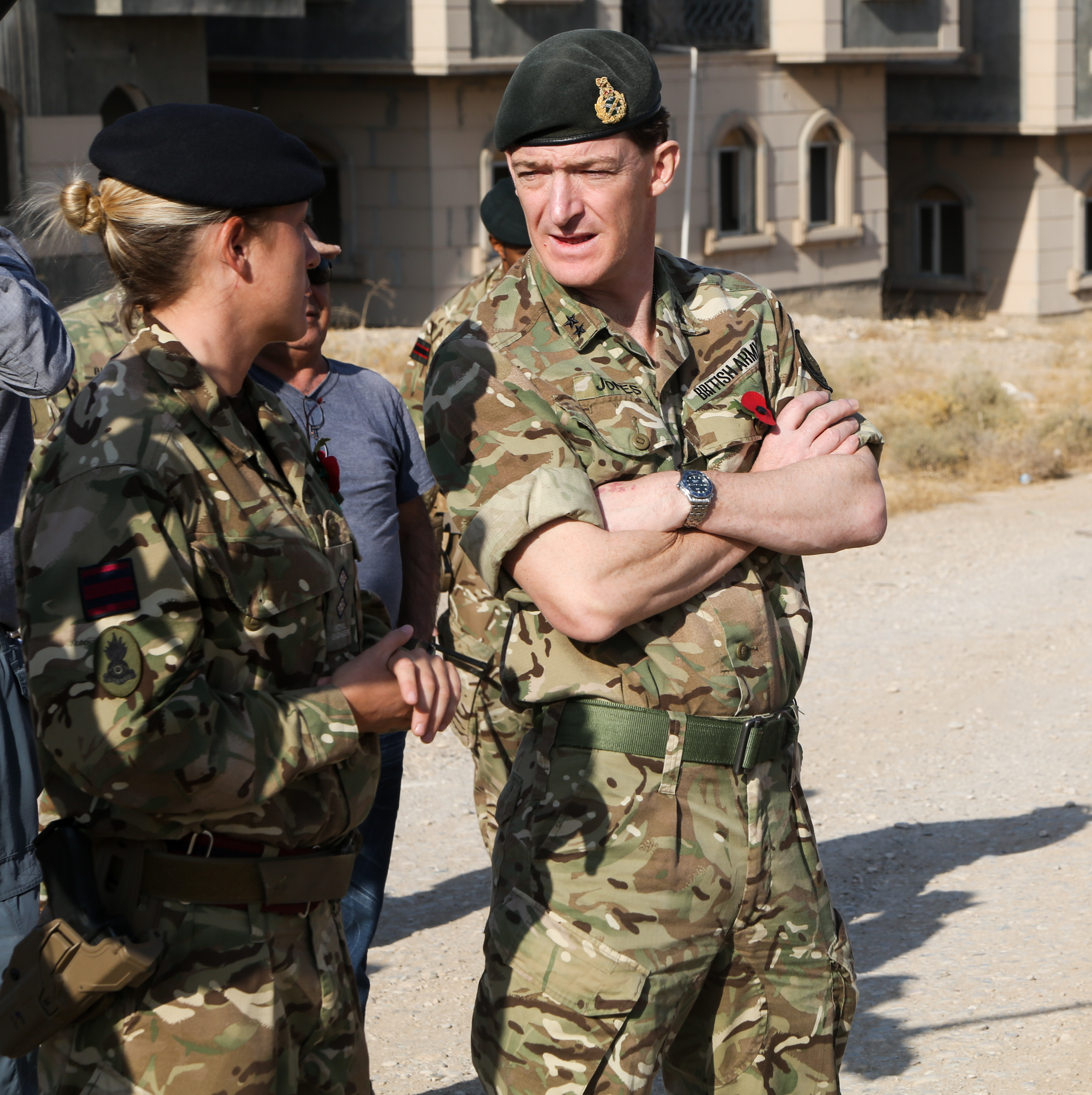
존스가 2016년 11월 이라크 에르빌 근처에서 고폭탄 부대 담당자와 이야기 중이다.

2016년 4월 그는 소장으로 진급했고, 당시 영국 육군에서는 최연소의 장군이었다. 그는 다음 해 연합 합동 특수임무부대 – 내재된 결단 작전의 부사령관으로 지명되었다. 2016년 11월, 그는 이슬람 국가에 대한 일일 공습의 결과로 얻은 대 IS 군사 개입에서 엄청난 진전을 묘사했다. 같은 달 그는 도널드 트럼프가 "나는 ISIS를 장군들보다 더 잘 안다. 나를 믿어라."라는 이 말에 대응해 "가서 다에시 사령관에게 그들이 제대로 얻어맞았는 지 물어보십시오."라고 언급했다.
2017년 2월, 런던에서 브리핑을 할 때 그는 "우리는 국제 동맹군으로써 언제나 명확했습니다. 당신이 다에시를 대신하여 무장을 하고 무고한 시민들을 죽인다면 우리는 당신을 찾아내 죽일 것입니다. 당신들이 런던, 파리, 바그다드에 있던 없던 그것은 중요하지 않습니다. 우리는 군사 충돌의 법률에 따라 당신을 목표로 삼을 것입니다."라고 말했다. 그는 IS 전투요원들이 그들이 견딜 수 없는 상황에서 죽음을 당하고 있다고 덧붙였다. 아부 바크르 알바그다디를 언급하며 그는 "우리가 국제 동맹의 일원으로써 그가 어디 있는지를 안다며 우리는 확실하게 그가 오래 살지 못하도록 할 겁니다. 그가 죽었다면 아마 그가 죽었다는 선언이 있었을 겁니다. 바그다디의 부하들 대부분은 죽었습니다. 그는 솔직히 지금 숨고 있습니다. 그의 칼리프적인 발언은, 아마 당신이 스스로 숨으려고 하므로 거짓말일 겁니다."라고 말했다.